# Страй, Свенн
Свенн Торкильд Страй (норв. Svenn Thorkild Stray, 11 февраля 1922, Арендал — 20 мая 2012, Мосс) — норвежский государственный деятель, член Консервативной партии Норвегии, министр иностранных дел Норвегии (1970—1971 и 1981—1986).

## Биография
В 1941 году окончил юридический факультет Университета Осло. Работал судьей, занимался частной адвокатской практикой, в 1950 году открыл собственную юридическую фирму.
- 1968—1981 гг. — директор A/S Hafslund,
- 1977—1994 гг. — директор SIM A/S,
- 1987—1996 гг. — директор Vinmonopolet,
- 1989—1990 гг. — председатель Sparebanken Moss Hobøl.

С 1955 года по 1978 год избирался в органы местного самоуправления города Мосс.
В 1958—1985 годах — депутат Стортинга, 1973—1981 гг. — заместитель председатель стортинга.
В 1970—1971 годах и 1981—1986 годах — министр иностранных дел Норвегии,
В апреле 1984 г. — и. о. премьер министра Норвегии.